# Hanyeo
Hanyeo (bra: Hanyo, a Empregada; prt: A Criada) é um filme de terror psicológico em preto e branco, produzido na Coreia do Sul, dirigido por Kim Ki-young e lançado em 1960. Foi refilmado em 2010, sob direção de Im Sang-soo.